# ذنباب خطي الورق
ذنباب خطي الورق (الاسم العلمي: Oligomeris linifolia)، نوع من النباتات المُزهرة من فصيلة البليحائية.
يستوطن أجزاء من الشرق الأوسط وشبه القارة الهندية، وكذلك جنوب أوروبا وشمال أفريقيا، وجنوب غرب الولايات المتحدة وشمال المكسيك. ينمو في موائل مختلفة عديدة، بما في ذلك المناطق المضطربة والتربة المالحة، وفي الصحاري، والسهول، والسواحل، وغيرها من الأماكن. إنهُ نبات حولي لَحِيم، ينتج العديد من السيقان المضلعة المُنتصبة، ويبلغ أقصى ارتفاع له من 35 إلى 45 سم.